# دنف
دِنُف (به لهستانی:  Dynów) یک منطقهٔ مسکونی در لهستان است که در شهرستان ژشوف واقع شده‌است. دنوو ۲۴٫۴۱ کیلومتر مربع مساحت و ۶٬۰۷۶ نفر جمعیت دارد.